# Uwe Clausen

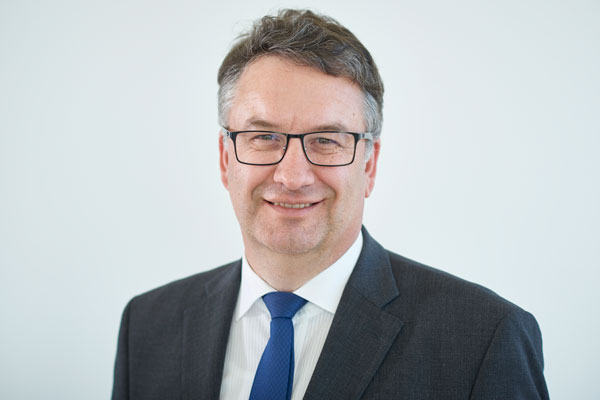

Uwe Clausen (* 28. Dezember 1964 in Düsseldorf) ist ein deutscher Logistikwissenschaftler, Professor für Verkehrssysteme und -logistik an der Technischen Universität Dortmund und einer der Leiter des Fraunhofer-Institut für Materialfluss und Logistik.

## Leben
Von 1983 bis 1989 studierte Clausen Informatik an der Universität Karlsruhe (TH). Nach dem Studium arbeitete er als wissenschaftlicher Mitarbeiter am Fraunhofer-Institut für Materialfluss und Logistik. Im Jahr 1992 wurde er Leiter der Abteilung Verkehrslogistik. Nach seiner Promotion zum Thema Verfahren zur Netzstrukturbildung für Linienzugsysteme im Hauptlauf zwischen Briefzentren im Jahr 1995 wechselte er zur Deutschen Post.
Dort arbeitete Clausen bis 1997 als Projektleiter Logistik und übernahm dann die Geschäftsführerposition der Tochterfirma IPP Paketbeförderung GmbH in Österreich. Im Jahr 1999 wechselte Clausen als Operations Director zu Amazon.de in Bad Hersfeld. Ab September 2000 wurde er zusätzlich zum European Operations Director bei Amazon.com befördert. Er war damit für die gesamte Logistik in Großbritannien, Frankreich und Deutschland zuständig.
Am 1. Februar 2001 wurde Clausen Inhaber des neu geschaffenen Lehrstuhls für Verkehrssysteme und -logistik an der Fakultät Maschinenbau der Technischen Universität Dortmund, der 2011 in das Institut für Transportlogistik überging. Von 2002 bis 2005 war er Dekan der Fakultät. Er ist u. a. Mitglied im Beirat des Verband Deutscher Verkehrsunternehmen, im wissenschaftlichen Beirat der Bundesvereinigung Logistik und im Vorstand der European Conference of Transport Research Institutes ECTRI.
2019 wurde Clausen in die Deutsche Akademie der Technikwissenschaften (acatech) gewählt.

## Werke
- Verfahren zur Netzstrukturbildung für Linienzugsysteme im Hauptlauf zwischen Briefzentren. Dortmund 1995.
- Wirtschaftsverkehr 2005. Dortmund 2005.
- Baulogistik. Dortmund 2006.
- Wirtschaftsverkehr 2009. Dortmund 2009.
- Wirtschaftsverkehr 2011 – Modelle – Strategien – Nachhaltigkeit. Dortmund 2011.
- Verkehrs- und Transportlogistik. Springer-Verlag Berlin Heidelberg, 2013.
- Wirtschaftsverkehr 2013. Dortmund 2013.
- Efficiency and Logistics. Springer-Verlag Berlin Heidelberg, 2014.
- Efficiency and Innovation in Logistics. Springer-Verlag Berlin Heidelberg, 2014.